# سکوبای (سمدروو)
سکوبای (به صربی: Skobalj) یک منطقهٔ مسکونی در صربستان است که در اسمدرفو واقع شده‌است. سکوبای ۱٬۸۸۰ نفر جمعیت دارد.